# Sławomir Sikora (ekonomista)
Sławomir Stefan Sikora (ur. 30 marca 1962 w Garwolinie) – polski bankowiec i ekonomista, w latach 2003–2021 prezes zarządu Banku Handlowego w Warszawie.

## Życiorys
Ukończył studia na Wydziale Handlu Wewnętrznego Szkoły Głównej Planowania i Statystyki w Warszawie. Był dyrektorem Departamentu Systemu Bankowego i Instytucji Finansowych w Ministerstwie Finansów w latach 1990–1994.
Od 1994 do 2001 pełnił funkcję wiceprezesa zarządu Powszechnego Banku Kredytowego. W latach 2001–2003 był prezesem zarządu AmerBanku.
W 2003 objął stanowisko prezesa zarządu Banku Handlowego w Warszawie, które zajmował do 2021. W 2005 powierzono mu funkcję dyrektora wykonawczego odpowiedzialnego za operacje Citigroup w Polsce. W tym samym roku został powołany w skład Citigroup Management Committee. Po zakończeniu pełnienia tych funkcji został przewodniczącym rady nadzorczej Banku Handlowego w Warszawie.
Został członkiem Komisji Trójstronnej. W 2004 wraz z Andrzejem Olechowskim uczestniczył w spotkaniu Grupy Bilderberg. W 2010 prezydent RP Lech Kaczyński powołał go na członka Narodowej Rady Rozwoju.
Był członkiem zarządu Związku Banków Polskich, następnie wszedł w skład rady tej organizacji. Wszedł w skład rady nadzorczej Agory. Był też członkiem zarządu Polskiej Konfederacji Pracodawców Prywatnych Lewiatan, zasiadł potem w jej radzie głównej z ramienia Związku Pracodawców Instytucji Finansowych. W 2016 dołączył do zarządu Amerykańskiej Izby Handlowej w Polsce. Był też członkiem Rady Powierniczej Zamku Królewskiego w Warszawie.

## Odznaczenia i wyróżnienia
- Krzyż Kawalerski Orderu Odrodzenia Polski (2010)[13]
- Złoty Krzyż Zasługi (2002)[14]
- Odznaka Honorowa Bene Merito (2012)[15]
- Odznaka honorowa „Za zasługi dla bankowości Rzeczypospolitej Polskiej” (2006)[16]
- Medal Mikołaja Kopernika Związku Banków Polskich (2016)[17]